# イルピン川の戦い
イルピン川の戦いはゲディミナス大公率いるリトアニア軍がキエフ公スタニスラフ及びその同盟軍の親兵を撃破した会戦である。ゲディミナスはヴォルィーニを奪取した後にキエフへの遠征を敢行し、それは何世紀にも及ぶリトアニアによる南西ルーシ支配の始まりとなった。

## 歴史上の会戦
ゲディミナスに大公するルーシ諸侯の一人として言及されているキエフ公スタニスラフは、歴史上ではプチヴリのオレーグ一門出身で当時のキエフの公であったペレヤースラウ公オレーグとは同一人物である。その同盟者として言及されるブリャンスク公ロマン、ルーツク公レーヴ・ダヌィーロヴィチ及びヴォリンスクイィ公ヴォロディーミル は実際のところ、その政治的な活動は13世紀中頃であり、イルピン川の戦い以前のとうの昔に死んでいた。
史料によると会戦は1321年に生じた。歴史家はこの年に関しては再調査する必要があると呈している。異説ではゲディミナスのキエフ遠征は1322年から1325年の間に行われた。 特にФ. М. Шабульдоは自著『Земли Юго-Западной Руси в составе Великого княжества Литовского』にてゲディミナスがヴォルィーニを奪取したのが1323年の秋であり、地域一帯の戦略戦術上の観点から考慮に入れるとキエフ遠征及びイルピン川の戦いは1324年の5月から6月に行われたと記している。
会戦についての全情報は、それ自体が遅く生じたことにより信頼に足りないという見解が存在する。

## 前史
13世紀末期以来、キエフはノガイ・ウルスの影響範囲に置かれており、それがサライのトクタによって解体される段階で(1299年)、キエフはタタタールによる荒廃に晒されていた。公国の政治上の歴史は大変悪化したことで知られていた。キエフ及びその付近は目立つことのなかったプチヴリのオレーグ一門出身の公による支配が確立したこの時期のキエフは隣のハールィチ・ヴォルィーニ大公国 の従属化にあったと推測される。
1316年の時点で既にゲディミナスは未だ生存していた兄で先代の公であるヴィテニスに従って南西ルーシの地へ拡張し、ブレスト及びドロヒチンの地を獲得した。その一方で、ドイツ騎士団との戦闘という普遍的な関心によりハールィチ・ヴォルィーニ大公レーフ、アンドリイ兄弟と和平を結ぶ必要があった。ゲディミナスはブレストを強大に変換して両家の連合を結んだ。ゲディミナスの息子リュバルタスをアンドリイの娘と結婚させてジェマイティヤの地でドイツ騎士団を徹底的に叩きのめしたのである。1323年の春にレーフ、アンドリイ兄弟が死んでもハールィチとドイツ騎士団との対立は継続され、このことに関してポーランド国王ヴワディスワフ1世短身王はローマ教皇にカトリック教徒の地にとってのドイツ騎士団の脅威が出現したと報告している。既に夏、春にポーランド＝ハンガリー軍はハールィチに対する最初の遠征に着手している。同年の秋にゲディミナスはヴォルィーニを掌握し、その後にブレストの地に退却してそこで越冬した。

## 遠征中の出来事
1324年の春末にゲディミナスはキエフの地に進軍した。オブチの要塞を攻略してジトーミルに向かい短期間の包囲の後にこれを陥落させた。リトアニア軍によるキエフへの侵攻の後、その通った跡は全てが“奪われて焼き払われた”。スタニスワフとその同盟者が率いるルーシ諸侯軍はジトーミルへの援軍を出さずにイルピン川付近の平野にてリトアニア軍を迎え撃った。マチェイ・ストリコフスキイは対立関係にあったドイツ騎士団の部隊がイルピン川及び早い段階におけるヴォルィーニのリトアニア軍に加わっていたと報告している。
キエフとその同盟軍は矢による攻撃で迎え撃った後に直接の戦闘を開始し、それを粘り強く続けた。ゲディミナスは自らの親衛隊とともに主力軍から離れてルーシ諸侯軍の側面に突撃して一撃を加えて隊列を崩したことによりリトアニア軍は自軍に有利になるよう敵軍の側面と中央を分離することが出来た。スタニスワフ率いるキエフ軍は後退し始め、年代記はペレヤースラウ公オレーグを含めたルーシ諸侯軍の壊滅をその苛烈な抵抗と結び付けている。敗走するルーシの親兵をリトアニア軍は«гнали, б’ючи, сікучи і беручи в полон».。スタニスワフは町を防衛することなくリャザン公国に逃走した。それにも係わらずリトアニア軍はキエフを攻撃せざるを得ず、その結果として同都市は臣従することで降伏した。キエフとの指令によりリトアニアはペレヤースラウ、プチヴリ、ヴィシュゴロド、カーネフ及びベルゴロドを獲得した。リトアニアが戦いの後にルーシの都市の征服を容易に達成できたことをイルピン川の戦いによる破滅的な結果と言う。 キエフの総督にはミンダウカス・ホルシャタイティスが任命された。

## 結果

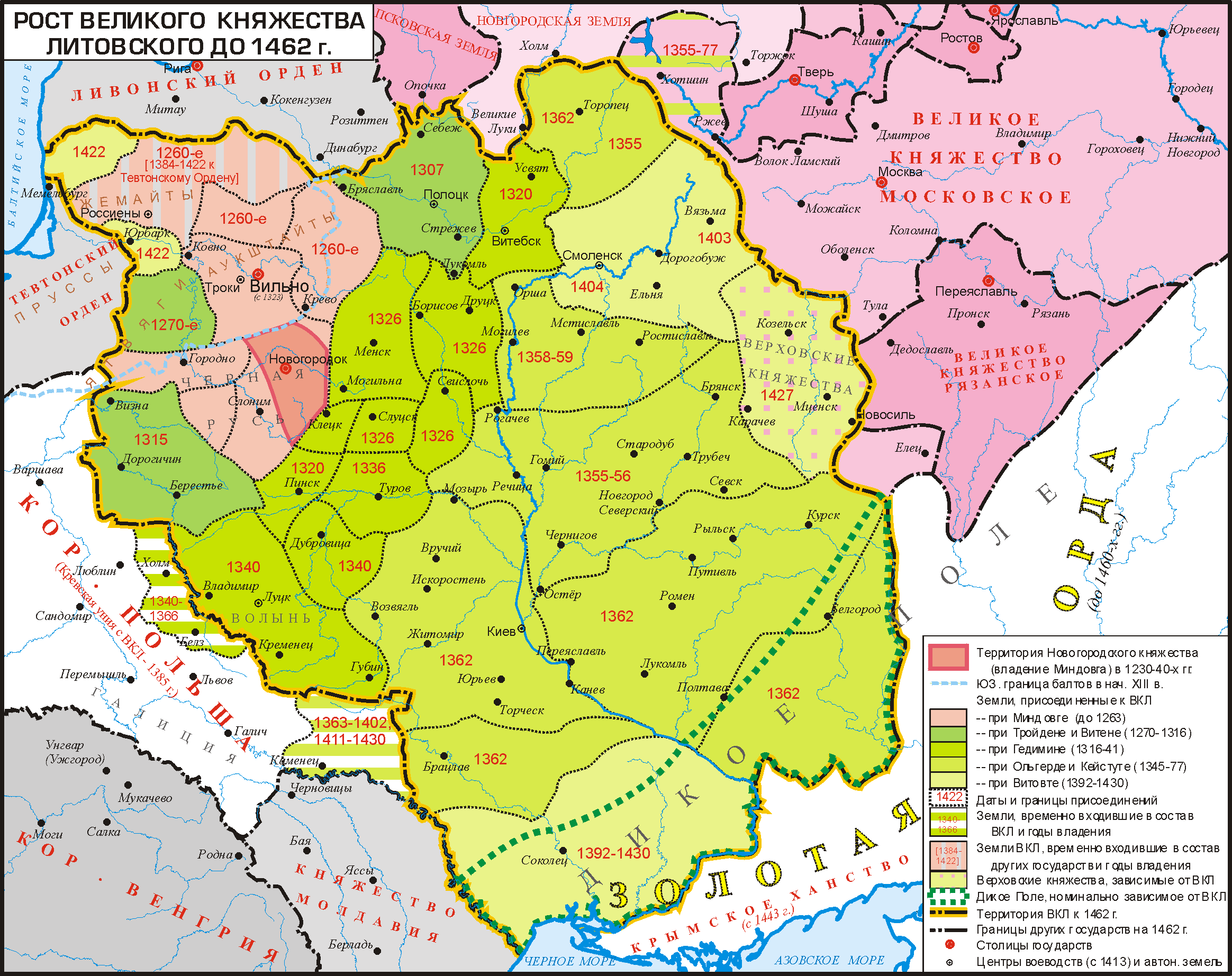
1462年までのリトアニア大公国の拡張。

『ニーコン年代記』は1324年の段階で既にタタールのリトアニアの地への遠征の成功について報告している。これにドイツ騎士団による使節のリトアニア訪問、リトアニアとマゾフシェ及びハールィチのポーランド諸侯間との最初の衝突、1325年のヴワディスワフ1世の息子カジミェシュ3世大王とゲディミナスの娘アルドナとの結婚によるリトアニア＝ポーランド間の和平の強化のことが続いている。
後年のキエフ（ゲディナスの兄弟であるテオドラスが公として統治した）は1362年の青水の戦いの頃までタタールのバスカークの支配下にあったことが認められる。 この戦いでリトアニアがタタールを撃破したことで南西ルーシは最終的にリトアニアに組み込まれたのである。
イルピン川の戦いの結果、数世紀にも及ぶリトアニア大公国、後にはポーランド・リトアニア共和国による南西ルーシの支配権が確立されたのである。リトアニアによる征服への抵抗が不徹底であった要因としては「タタールによる軛」 とその定期的な襲撃により南西ルーシの地が荒廃し無人化するという衰退状況が続いたことが挙げられる。